# DesktopBSD
DesktopBSD是一個桌面導向的，基於FreeBSD的操作系统，搭載了易於使用的KDE 3.5桌面環境作為其預設的图形用户界面。

## 歷史與開發
DesktopBSD本質上是FreeBSD的一種自訂安裝，而非分支。DesktopBSD總是基於FreeBSD最新的穩定分支，但會加入一些特定的修改，像是預設安裝的軟體就包含了KDE、DesktopBSD特有的工具及一些設定檔。
有一個關於DesktopBSD的常見誤解是，它的目標是作為同為FreeBSD衍生桌面版本的PC-BSD的競爭對手，因為它們有著類似的架構與目標。然而，DesktopBSD專案大約比PC-BSD專案早一年開始，雖然PC-BSD的第一個版本在DesktopBSD的第一個版本前釋出。但不管是DesktopBSD或是PC-BSD都並沒有把對方視為競爭對手，兩個專案是互相獨立且各有特色：舉例來說，DesktopBSD使用FreeBSD的ports和packages來安裝額外的軟體，而PC-BSD則引入了PBI。
目前最新的版本是2009年9月7日釋出的1.7版。此版本的釋出公告寫出了「這是最新且為最後一個DesktopBSD的版本」，因為領導開發的開發者已經沒有多餘的時間維護它了。
到2010年5月為止，DesktopBSD已經在新的領導者主導下重新開始開發。
但之後過了不久又宣佈停止開發。然而，2013年3月10日，其中一篇論壇的文章宣佈了「專案正在重新開始中。」

## 特色
- 可以分割硬碟及新增使用者的圖型化安裝程式
- 使用FreeBSD ports系統作為後端的圖形化工具，可用來管理、安裝以及更新軟體
- 網路連線及掛載／解除掛載裝置

### 1.7版本
1.7版本包括了
- FreeBSD 7.2作為基礎系統
- 使用OpenOffice.org 3.1.1作為預設的辦公室套裝軟體
- 預設安裝Java SE 6環境
- 更豐富圖形支援的X11R7.4
- 大量的增強、修復及次要的軟體更新
- 在i386架構上支援GRUB開機載入器，並包含了一個圖形化的設定工具

## 外部連結
- 官方网站
- 由Dru Lavigne所撰寫的使用DesktopBSD（页面存档备份，存于）